# Улица Ефремова (Таруса)
Улица Ефремова — улица в городе Таруса. Проходит через историческую часть города, Игумнов овраг и по высокому берегу Оки (Воскресенская гора), как продолжение улицы Каляева ведёт к безымянному ручью. Протяжённость улицы 758 метров.
Застройка улицы — частный сектор, одно-двухэтажные дома. В начале улицы находятся местные достопримечательности — Игумнов овраг с Боголюбской часовней над издавна известным источником воды и старейшее в городе здание — Церковь Воскресения Христова (1654, перестроена в 1757 и 1903), восстановлена после передачи верующим в 1988 году.
Популярный туристический маршрут — проход на Мусатовский косогор и к камню памяти М. И. Цветаевой.

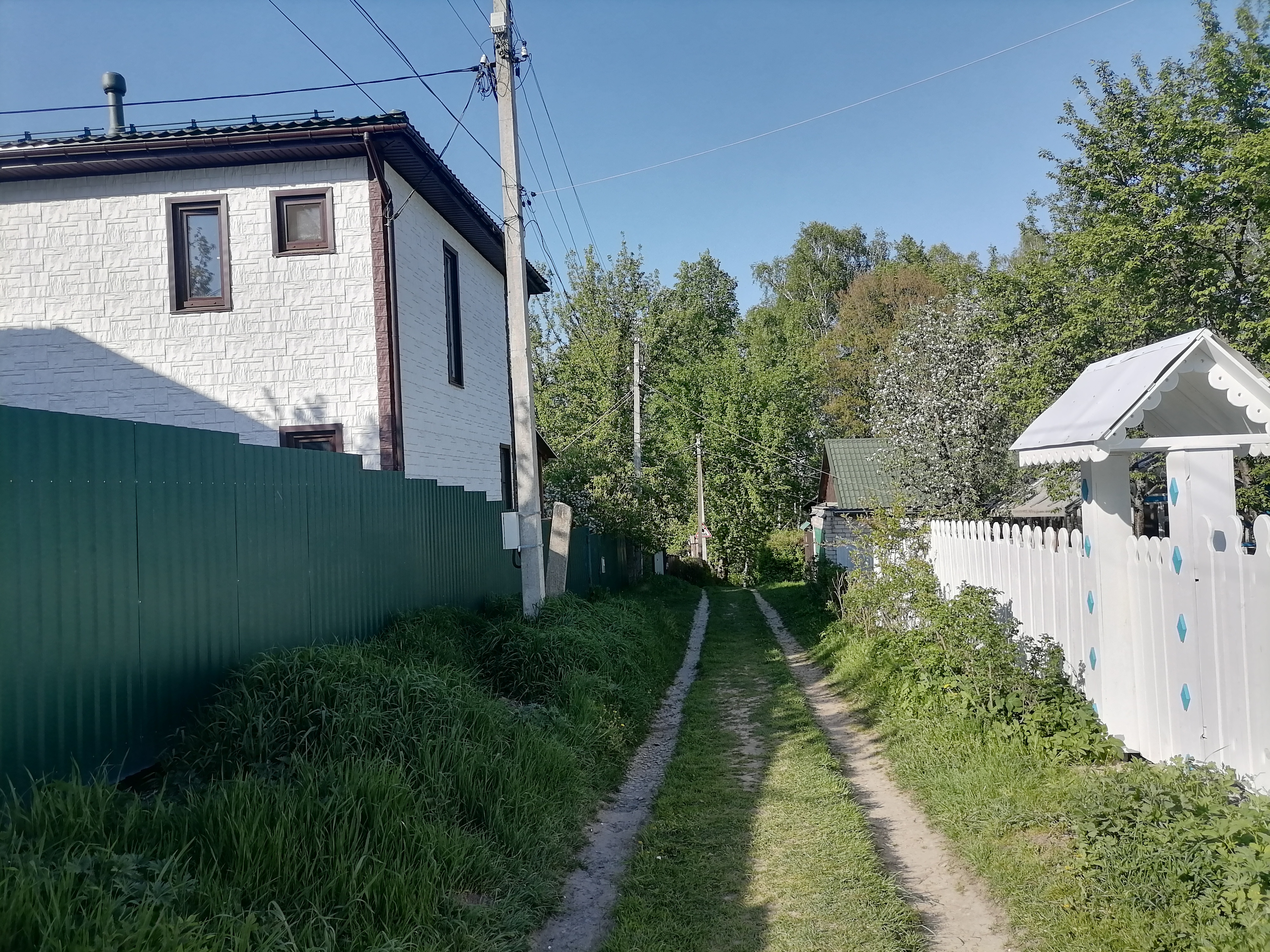
Проход на Мусатовский косогор

## История
Прошла по территории древнего села Воскресенского (ныне в черте города). Рост города в направлении район улицы проходил в XIV—XV столетия (вдоль берега Оки к югу — современная территория между улицами Декабристов и Каляева, к Воскресенской горе), а в XVI—XVII столетиях — далее к югу по левобережью Оки.
Ещё в начале XX века улицы не существовало. Долгое время была не обустроена
Современное название в память советского военачальника М. Г. Ефремова (1897—1942), уроженца Тарусы, Героя России (1996, посмертно).
В районе улицы обнаружено место стоянки древнего человека

## Улица в культуре
На улице проходили съёмки ряда сцен советского художественного фильма «Марка страны Гонделупы»

## Достопримечательности
- д. 1А — Часовня Боголюбской иконы Божией Матери
- д. 10 — Церковно-приходская школа  памятник архитектуры
- д. 13А — Церковь Воскресения Христова
- Старинные надгробия у Церкви Воскресения Христова

## Известные жители

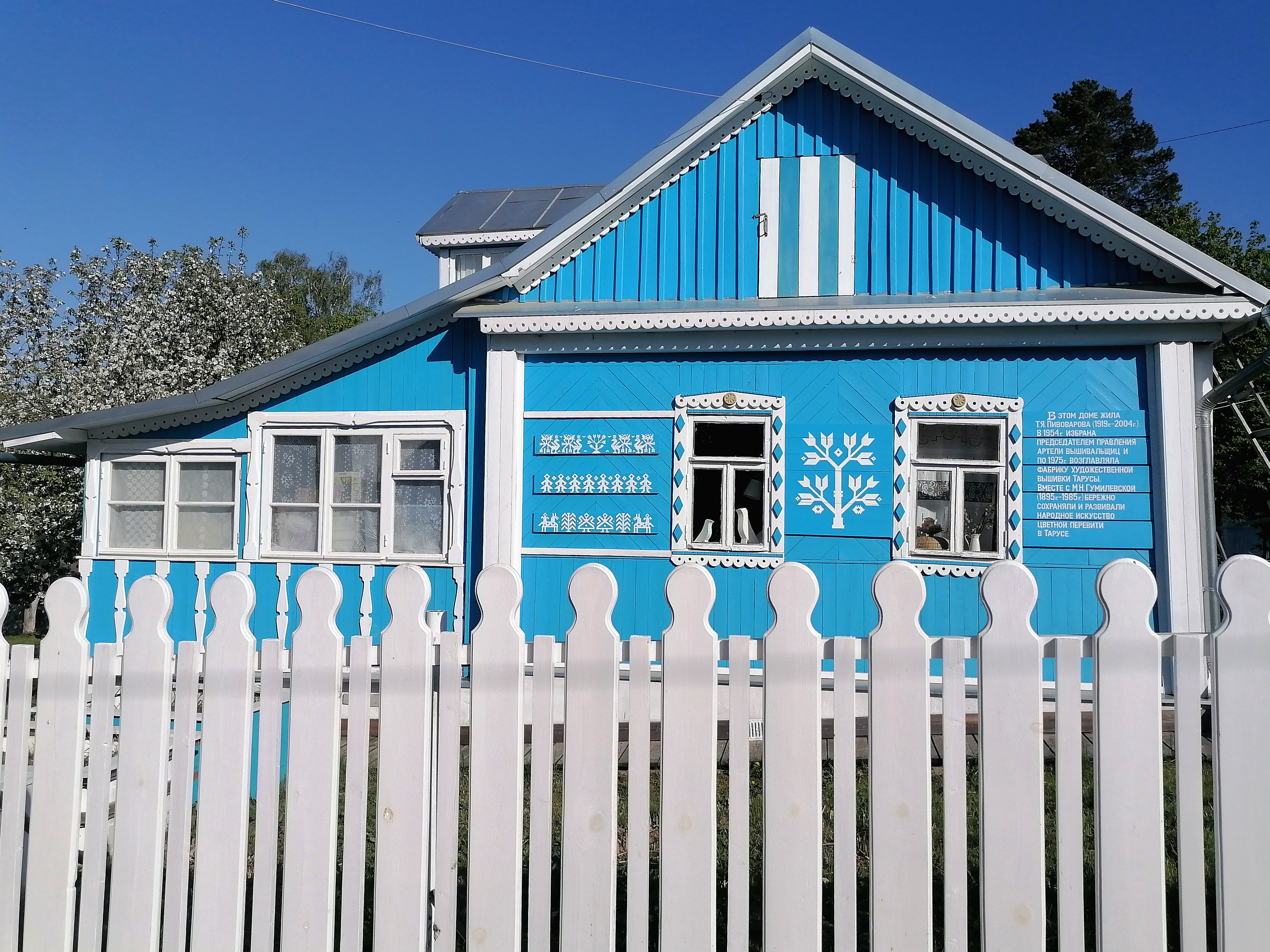
Дом Т. Я. Пивоваровой

д. 13 — Валерия Ивановна Цветаева, единокровная сестра Марины Цветаевой
д. 15 — Ариадна Эфрон
д. 29 — Т. Я. Пивоварова, почётный гражданин города